# دائرة دوبروفسكي
منطقة دوبروفسكي (الروسية: Ду́бровский райо́н) هي منطقة إدارية  وبلدية  (رايون)، وهي واحدة من سبعة وعشرين منطقة في بريانسك أوبلاست في روسيا.
وتقع في شمال الأوبلاست. وتبلغ مساحة المنطقة 1,028 كيلومتر مربع (397 ميل2). ومركزها الإداري هو المنطقة الحضرية في دوبروفكا. 
السكان: 14,910 ( التعداد السكاني 2021 ) 20,094 ( تعداد 2010 ) 23,145 ( تعداد 2002 )؛ 21,694 ( تعداد 1989 ). ويمثل سكان دوبروفكا 45.6% من إجمالي سكان المنطقة.